# Sophie Austin

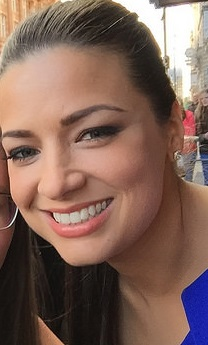
Sophie Austin

Sophie Austin (* 5. Januar 1984 in London) ist eine britische Schauspielerin.

## Leben und Karriere
Austin wurde am 5. Januar 1984 in London geboren. Ihr Debüt gab sie 2000 in dem Film Paria. Anschließend bekam sie 2009 in dem Film The Demon Within eine Hauptrolle. Außerdem trat sie 2012 in der Fernsehserie EastEnders auf.
2015 heiratete sie den Schauspieler Graeme Rooney, doch das Paar trennte sich im folgenden Jahr. 2016 war sie mit dem Sänger Shayne Ward zusammen. Am 2. Dezember 2016 bekam das Paar sein erstes Kind. Ward gab im Dezember 2017 seine Verlobung mit Austin bekannt. Unter anderem spielte Austin in der Serie Tina and Bobby die Hauptrolle. 2024 setzte sie ihre Karriere in Doctors fort.

## Filmografie
Filme
- 2000: Paria
- 2009: The Demon Within
- 2010: Partygirl

Serien
- 2012: EastEnders
- 2015–2016: Hollyoaks
- 2017: Tina and Bobby
- 2013: Moving On
- 2018: Call the Midwife – Ruf des Lebens (Call the Midwife)
- 2024: Doctors